# Emotion
Emotion – singel promujący trzeci album grupy Destiny’s Child zatytułowany Survivor. „Emotion” jest coverem piosenki Samanthy Sang z 1978 roku.
29 września 2001 roku singel zadebiutował na liście Billboard Hot 100 na 65. miejscu i w ciągu dziesięciu tygodni zdołał osiągnąć dziesiąte miejsce. Okazał się także hitem m.in. w Wielkiej Brytanii (sprzedaż w wysokości 108 tysięcy egzemplarzy), w Nowej Zelandii, Irlandii i Holandii.
„Emotion” to druga po „No, No, No Part One” ballada Destiny’s Child, którą wybrano na singel.

## Oficjalne wersje singla
- Emotion” (Acapella)
- Emotion” (Instrumental)
- Emotion” (Al Green Remix)
- Emotion” (Calderone AM Mix)
- Emotion” (Calderone Dub Mix)
- Emotion” (Errol 'Poppi' Mccalla Mix)
- Emotion” (Maurice's Josua Nu Soul Mix)
- Emotion” (Neptunes Mix)
- Emotion” (NuPrise Mix)
- Emotion” (Strings Version)